# Jemima Yorke
Jemima Yorke, 2e marquise Grey et comtesse de Hardwicke (née Campbell ; 9 octobre 1723-10 janvier 1797), est une pairesse britannique.

## Biographie
Elle est la fille de John Campbell, et de sa première épouse, Lady Amabel Grey. Ses grands-parents maternels sont Henry Grey, et sa première épouse, l'hon. Jemima Crew.
Le 22 mai 1740, elle épouse l'hon. Philip Yorke (plus tard 2e comte de Hardwicke), et ils ont deux filles :
- Amabel Hume-Campbell (22 janvier 1751-1833)[2] épouse Alexander Hume-Campbell, Lord Polwarth ; pas de descendance ;
- Lady Mary Jemima Yorke (1757-1830), épouse Thomas Robinson, et a une descendance.

Le 5 juin de cette année-là, elle devient marquise Grey par un reste spécial à la mort de son grand-père maternel, le duc de Kent, qui détenait le titre. Comme elle n'a pas d'héritier mâle, le titre de marquise s'éteint à sa propre mort en 1797 tandis que sa fille aînée, Amabel hérite du titre de 5e baronne Lucas. Cette même fille est ensuite créée comtesse de Grey à part entière.